# مارکت بیبارت
مارکت بیبارت (به آلمانی: Markt Bibart) یک شهر در آلمان است که در نوی‌شتات واقع شده‌است. مارکت بیبارت ۱٬۹۷۳ نفر جمعیت دارد.